# Спирлитово
Спирлитово (на гръцки: Πλαγιάρι, Плаяри, катаревуса Πλαγιάριον, Плаярион, до 1926 година Ίσπερλικ, Исперлик) е село в Егейска Македония, дем Пела на административна област Централна Македония.

## География
Селото е разположено на 110 m надморска височина в южното подножие на планината Паяк (Пайко), на 12 km северозападно от град Енидже Вардар (Яница).

## История

### В Османската империя
В началото на XX век Спирлитово е село в Ениджевардарска каза на Османската империя. Към 1900 година според статистиката на Васил Кънчов („Македония. Етнография и статистика“) Спирлитово брои 600 жители турци.

### В Гърция
През Балканската война в 1912 година селото е окупирано от гръцки части и остава в Гърция след Междусъюзническата война в 1913 година. 
Боривое Милоевич пише в 1921 година („Южна Македония“), че Спорлитово има 93 къщи турци.
В 1924 година турското му население се изселва и на негово място са настанени гърци бежанци от Източна Тракия, предимно от Булаир (на гръцки Плаяри), а също от Мидия и Оргаз. В селото са заселени власи от кожанското село Влашка Блаца (Власти) и от съседното Ливада (Ливадия). В 1926 година е прекръстено на Плаяри. Според преброяването от 1928 година селото е чисто бежанско с 82 бежански семейства с 213 души. Църквата в селото е посветена на Рождество Богородично.
Селото е полупланинско и сравнително бедно. Произвежда се жито, царевица, памук, слънчоглед и тютюн. Развито е частично и скотовъдството.
| Име          | Име           | Ново име | Ново име | Описание                     |
| ------------ | ------------- | -------- | -------- | ---------------------------- |
| Топсин бунар | Τοψίν Μπουναρ | Пигади   | Πηγάδι   | местност на ЮЗ от Спирлитово |

| Година    | 1913 | 1920 | 1928 | 1940 | 1951 | 1961 | 1971 | 1981 | 1991 | 2001 | 2011 | 2021 |
| --------- | ---- | ---- | ---- | ---- | ---- | ---- | ---- | ---- | ---- | ---- | ---- | ---- |
| Население | 595  | 501  | 327  | 465  | 421  | 467  | 436  | 387  | 373  | 363  | 349  | 316  |